# Легенда про любов (балет)
«Легенда про любов» — балет на 3 дії, 7 картин азердбайжанського композитора Аріфа Мелікова. Лібрето Назима Хікмета за мотивами його драми «Ферхад і Ширін».

## Історія створення
Лібрето балету «Легенда про любов» турецький поет і драматург Назим Хікмет створив на основі власної драми «Ферхад і Ширін», яка, в свою чергу, була створена на основі поеми класика азербайджанської поезії Нізамі Гянджеві «Хосров і Ширін». 1958 року молодий на той час азербайджанський композитор Аріф Меліков розпочав роботу над балетом, яка тривала два роки.
Вперше балет був поставлений на сцені Театру опери і балету ім. С. Кірова 1961 року і з тих пір є одним з популярних творів, який ставився і ставиться в театрах понад 64 країн світу. Постановка цього балету стала першою хореографічною роботою українського балетмейстера Анатолія Шекери на сцені Київського театру опери і балету імені Тараса Шевченка. Також постановка цього балету відновлювалась у Києві 2010 року завдяки вдові А. Шекери — балетмейстеру Елеонорі Стебляк.

## Дійові особи
- Мехмене Бану, цариця
- Ширін, її сестра
- Ферхад, придворний художник
- Візир
- Незнайомець
- Друзі Ферхада
- Подруги Ширін
- Придворні танцівниці
- Блазень
- Придворні, офіцери і вояки, вартові палацу, народ, плакальниці, привиди Ферхада і Мехмене Бану

## Постановки в Україні
- 1963 — Львівський оперний театр, балетмейстер-постановник Михайло Заславський, художник-постановник Олександр Сальман, диригент Семен Арбіт; нова редакція — 30 грудня 1971, балетмейстер-постановник Михайло Заславський, художник-постановник Євген Лисик, диригент Семен Арбіт
- 1967 — Київський театр опери і балету, балетмейстер-постановник Анатолій Шекера, Мехмене Бану — Валентина Калиновська; нова редакція — 1992
- 1969 — Харківський театр опери і балету, балетмейстер-постановник М. Арнаудова, Мехмене Бану — Світлана Коливанова, Ферхад — Теодор Попеску
- 1971 — Донецький театр опери і балету, балетмейстер-постановник Т. К. Дусметов
- 1979 — Дніпропетровський академічний театр опери та балету, балетмейстер-постановник Людмила Воскресенська
- 2010 — відновлення балету в хореографії А. Шекери в Національній опері України, балетмейстер-постановник Елеонора Стебляк (дружина А. Шекери), художник-постановник Тадей Риндзак, художник по костюмах Оксана Зінченко, диригент Олексій Баклан, Мехмене Бану — Олена Філіп'єва, Ширін — Тетяна Голякова, Ферхад — Максим Чепик, Візир — Ігор Буличов